# 马蒂尼莱热邦沃
马蒂尼莱热邦沃（法語：Martigny-les-Gerbonvaux，法語發音：[maʁtiɲi le ʒɛʁbɔ̃vo] ⓘ）是法国大東部大區孚日省的一个市镇，属于讷沙托区。

## 地理
马蒂尼莱热邦沃（48°26'44"N, 5°47'40"E）面积9.04 平方千米，位于法国大東部大區孚日省，该省份为法国东北部内陆省份，北起默兹省和默尔特-摩泽尔省，西接上马恩省，南至上索恩省和贝尔福地区省，东临上莱茵省和下莱茵省。
与马蒂尼莱热邦沃接壤的市镇（或旧市镇、城区）包括：欧蒂尼拉图尔、皮讷罗、吕普、苏洛斯苏圣埃洛夫、特朗克维尔-格罗。

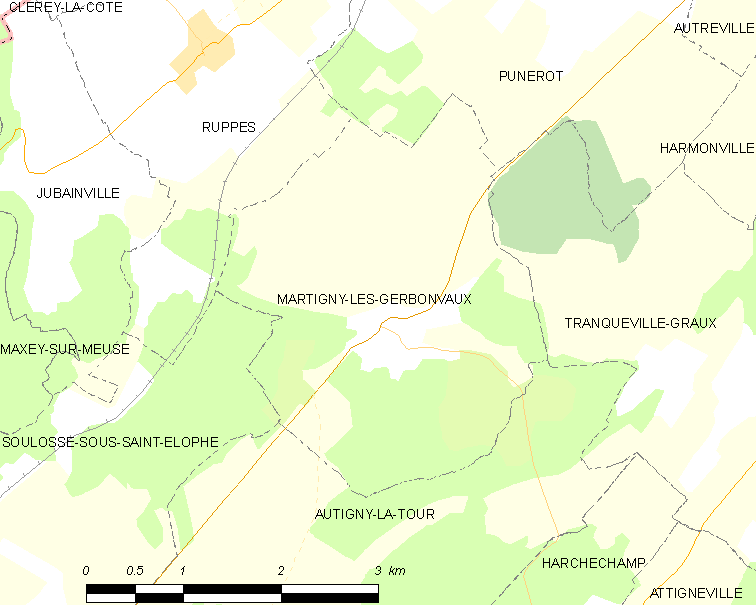
马蒂尼莱热邦沃的OSM定位图

马蒂尼莱热邦沃的时区为UTC+01:00、UTC+02:00（夏令时）。

## 行政
马蒂尼莱热邦沃的邮政编码为88300，INSEE市镇编码为88290。

## 政治
马蒂尼莱热邦沃所属的省级选区为讷沙托县。

## 人口

1962-2008年间马蒂尼莱热邦沃人口变化图示

马蒂尼莱热邦沃于2022年1月1日时的人口数量为116人。